# Georges-Charles de Heeckeren d'Anthès
Georges-Charles de Heeckeren d'Anthès (5. veljače 1812., Colmar, Haut-Rhin, Francuska - 2. studenog 1895., Soultz-Haut-Rhin, Elzas-Lotaringija, Njemačko Carstvo), francuski monarhist, časnik-gardist. 1830-ih je živio u Rusiji. Kasnije se bavio politikom i bio senator Francuske. Prvenstveno je poznat po tome što je na dvoboju smrtno ranio poznatog pjesnika i vlastitog šogora A.S. Puškina. Nosio je naslov baruna.